# The Grind Date
The Grind Date – siódmy album amerykańskiego zespołu hip-hopowego De La Soul. Ukazał się 5 października 2004 nakładem wytwórni Sanctuary Records.

## Lista utworów
Opracowano na podstawie źródła.
| #  | Tytuł                              | Gościnnie                  | Producent      | Czas | Sample                                                           |
| -- | ---------------------------------- | -------------------------- | -------------- | ---- | ---------------------------------------------------------------- |
| 1  | "The Future"                       |                            | Supa Dave West | 3:49 | - Switch - "Brighter Tomorrow"                                   |
| 2  | "Verbal Clap"                      |                            | J Dilla        | 3:16 | - Rick Wakeman – "Catherine Of Aragon" - Mountain – "Long Red"   |
| 3  | "Much More"                        | DJ Premier Yummy Bingham   | J Dilla        | 4:05 | - L.T.D. - "Love Ballad" - Shuggie Otis - "Strawberry Letter 23" |
| 4  | "Shopping Bags (She Got From You)" |                            | Madlib         | 3:57 |                                                                  |
| 5  | "The Grind Date"                   |                            | Supa Dave West | 3:22 | - Yes – "Ritual (Nous Sommes Du Soleil)"                         |
| 6  | "Church"                           | Spike Lee                  | 9th Wonder     | 5:32 | - Pleasure - "Reallity"                                          |
| 7  | "It's Like That"                   | Carl Thomas                | Supa Dave West | 4:36 |                                                                  |
| 8  | "He Comes"                         | Ghostface Killah           | Supa Dave West | 3:44 | - Eugene Record - "Here Comes The Sun"                           |
| 9  | "Days Of Our Lives"                | Common                     | Jake One       | 3:51 | - Ohio Players – "My Life"                                       |
| 10 | "Come On Down"                     | Flavor Flav                | Madlib         | 5:01 | - Esther Williams - "Last Night Changed it All"                  |
| 11 | "No"                               | Butta Verses Yummy Bingham | Supa Dave West | 4:34 | - The Jackson Five – "Never Can Say Goodbye"                     |
| 12 | "Rock Co.Kane Flow"                | MF DOOM                    | Jake One       | 3:06 | - Space - "Deliverance"                                          |
| 13 | "Shoomp"                           | Sean Paul                  | J Dilla        | 3:41 | - Tom Tom Club - "Genius Of Love"                                |